# Stenkyrka socken, Bohuslän
Stenkyrka socken i Bohuslän ingick i Tjörns härad, ingår sedan 1971 i Tjörns kommun och motsvarar från 2016 Stenkyrka distrikt.
Socknens areal är 75,53 kvadratkilometer varav 74,73 land. År 2000 fanns här 6 341 invånare. Tätorterna Skärhamn, Kållekärr, och Bleket samt sockenkyrkan Stenkyrka kyrka ligger i socknens Stenkyrka socken har medeltida ursprung. 

## Administrativ historik
1794 utbröts Rönnängs församling och Klädesholmens församling.   
Vid kommunreformen 1862 övergick socknens ansvar för de kyrkliga frågorna till Stenkyrka församling och för de borgerliga frågorna bildades Stenkyrka landskommun. Ur landskommunen utbröts 1903 Klädesholmens landskommun och 1918 Rönnängs landskommun. De två utbrutna samt den ursprungliga landskommunen inkorporerades 1952 i Tjörns landskommun som 1971 uppgick i Tjörns kommun.
1 januari 2016 inrättades distriktet Stenkyrka, med samma omfattning som församlingen hade 1999/2000.  
Socknen har tillhört län, fögderier, tingslag och domsagor enligt vad som beskrivs i artikeln Tjörns härad. De indelta båtsmännen tillhörde 1:a Bohusläns båtsmanskompani.

## Geografi och natur
Stenkyrka socken ligger på sydvästra Tjörn och omfattar även skärgård. Socknens är en bergsbygd med odlingsbygd i dalbottnar.
I socknen finns två naturreservat: Stigfjorden som delas med Klövedals och Valla socknar samt Stala socken i Orusts kommun ingår i EU-nätverket Natura 2000 liksom Breviks kile. Även naturvårdsområdet Toftenäs ingår i Natura 2000 medan Säby kile som delas med Klövedals socken är ett ordinärt naturvårdsområde.

## Fornlämningar
Boplatser, två döser och tre gånggrifter från stenåldern har påträffats. Från bronsåldern finns cirka 150 gravrösen, skålgropsförekomster och 25 hällristningar. Från järnåldern finns sju gravfält och fyra fornborgar.

## Befolkningsutveckling
Befolkningen ökade från 2 203 1810 till 4 348 år 1900 varefter den minskade till 3 741 1960 då den var som minst under 1900-talet. därpå steg folkmängden på nytt till 6 101 1990.

## Namnet
Namnet skrevs 1387 Stäin kirkinu kommer från kyrkan som var byggd av sten.